# Aleksander W. Lipatow
Aleksander W. Lipatow – rosyjski slawista, polonista, politolog, historyk. Pracownik naukowy Instytutu Słowianoznawstwa, Rosyjskiej Akademii Nauk, profesor Rosyjskiego Państwowego Uniwersytetu Humanistycznego. Założyciel polonistyki na Rosyjskim Państwowym Uniwersytecie Humanistycznym w Moskwie i członek prezydium Międzynarodowego Komitetu Studiów Polonistycznych.
Lipatow jest autorem ponad pięciuset prac historycznych i teoretyczno-literackich, w tym licznych publikacji dotyczących historii literatury i kultury polskiej, cywilizacji europejskiej i słowiańskiej, powiązań Rosji z kulturą i sztuką zachodnią, teorii i metodologii badań historyczno-kulturowych, a także sytuacji społeczno-politycznej i kulturowej Rosji poradzieckiej.